# Свети Теодор Тирон (Конопница)
„Свети Теодор Тирон“ (на македонска литературна норма: „Свети Теодор Тирон“) е възрожденска православна църква в село Конопница, община Крива паланка, Северна Македония. Църквата е част от Кривопаланското архиерейско наместничество на Кумановско-Осоговската епархия на Македонската православна църква – Охридска архиепископия.

## История
Църквата е гробищна и е построена в 1881 - 1885 година от кривопаланския майстор Стоян Мезин.

## Архитектура
Архитектурната концепция на църквата е рядка. Построена е от дялан камък във формата на троен лист с купол. Има правоъгълно преддверие, камбанария и открита нартекс. Височината на трите конхи е до купола, а ширината им дава простор и обем на вътрешността на храма.
Царските двери и иконостасният кръст са сръчно и красиво резбовани - също дело на Стоян Мезин, който е проявил добро композиционно чувство. Пространството над иконостаса е запълнено с едри, красиво извити листа.
Църквата е изписана от видния дебърски майстор Аврам Дичов. Според Асен Василиев обаче стенописите в храма са дело на неизвестен даровит дебърски майстор от село Осой, работил в храма с четирима помощници. В купола е изобразен Христос Вседържител, около който има спектрално сияние и след това композицията Служба божествена – маса с евангелие и отгоре литнал гълъб. Отляво Христос Архиерей с трисвещник в ръце посреща тялото си на плащеница, носена от четирима ангели. Бог Саваот предава на други двама ангели просфора и чаша за причастие. Сцената е допълнена от ангели с кадилници, рапиди, кръстови и трисвещници. В южната конха е изобразено Свето Преображение, а в северната – Успение Богородично. Изобразени са евангелисти, пророци и светците Иван Рилски, Прохор Пчински, Гаврил Лесновски, Йоаким Осоговски, Меркурий, Евстатий, Трифон, Никита, Мина, Прокопий, Нестор и други, както и жените светци Петка, Неделя, Анастасия и Текла.
Повечето икони са дело на осойския майстор, чието дело са стенописите, а други са донесени от Осоговския манастир и са дело на видния самоковски майстор Иван Доспевски. На Доспевски са иконите на Света Богородица и на Свети Теодор Тирон.